# ميمي (فلم هندي 2021)
ميمي (Mimi) هو فيلم كوميديا دراما هندي، من إنتاج عام 2021. من تأليف وإخراج لاكسمان أوتكار وشارك في التأليف روهان شانكار. الفيلم من بطولة كريتي سانون في دور "ميمي"، وهي امرأة شابة تختار أن تكون أماً بديلة لزوجين أجنبيين.

## روابط خارجية
- ميمي  في قاعدة بيانات الأفلام على الإنترنت (بالإنجليزية)
- Mimi at بوليوود هانجاما